# جان اف. فارستر

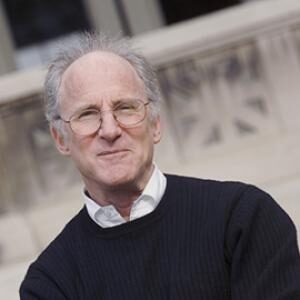
جان اف فارستر

جان اف. فارستر (به انگلیسی: John F. Forester) ‏(زادهٔ  1948) یک نویسنده نظریه‌پرداز برنامه‌ریزی است که توجه خاصی به‌ برنامه ریزی مشارکتی دارد. تحقیقات وی بر فلسفه اخلاق، تاریخ شفاهی، و قوم‌نگاری در علوم اجتماعی  و همچنین مطالعات برنامه‌ریزی و سیاست‌گذاری متمرکز است.  او نویسنده تألیفاتی چون نظریه انتقادی و زندگی عمومی (1987) ، برنامه ریزی در مواجهه با قدرت (1989) ، متخصص مشورتی (1999) و «مواجهه با تفاوت‌ها: مصائب میانجی‌گری در منازعات عمومی» (2009) است.  او در حال حاضر استاد گروه برنامه ریزی شهری و منطقه ای در دانشگاه کرنل است.

## زندگی‌نامه
جان اف. فارستر در دانشگاه کالیفرنیا برکلی تحصیل کرد و مدارک تحصیلی خود را به ترتیب زیر دریافت نمود:  
- لیسانس مهندسی مکانیک (۱۹۷۰)
- کارشناسی ارشد مهندسی مکانیک (۱۹۷۱)
- کارشناسی ارشد برنامه‌ریزی شهری (۱۹۷۴)
- دکترای برنامه‌ریزی شهری و منطقه‌ای (۱۹۷۷)

### فعالیت آکادمیک و انتشارات
فارستر با تمرکز بر نظریه‌های برنامه‌ریزی شهری و مدیریت تعارضات عمومی، آثار شاخصی منتشر کرده است:  
- ویراستاری مجموعه «نظریه انتقادی و زندگی عمومی» (۱۹۸۵، انتشارات MIT)
- تألیف «برنامه‌ریزی در چهره قدرت» (۱۹۸۹، انتشارات دانشگاه کالیفرنیا)
- هم‌نویسی «برآوردن برنامه‌ریزی برابری: رهبری در بخش عمومی» با نورمن کرومهولز (۱۹۹۰، انتشارات دانشگاه تمپل)
- انتشار «پزشک مشورتی» (۱۹۹۹، انتشارات MIT)
- تدوین «برخورد با تفاوت‌ها: درام‌های میانجی‌گری در منازعات عمومی» (۲۰۰۹، انتشارات دانشگاه آکسفورد)

### مسئولیت‌های اجرایی
- رئیس دپارتمان برنامه‌ریزی شهری و منطقه‌ای دانشگاه کرنل (۱۹۹۸–۲۰۰۱)
- معاون دانشکده معماری، هنر و برنامه‌ریزی دانشگاه کرنل
- مدیر تحصیلات تکمیلی برنامه‌ریزی شهری و منطقه‌ای دانشگاه کرنل (از ژانویه ۲۰۱۰)

### فعالیت‌های حرفه‌ای
فارستر به‌عنوان میانجی حرفه‌ای در حل اختلافات اجتماعی فعالیت گسترده‌ای داشته است:  
- همکاری ۲۰ ساله با مرکز حل اختلافات اجتماعی شهرستان تامپکینز، نیویورک

- مشاوره برای مؤسسه اجماع‌سازی در شهرهای متعدد از جمله:
  - سیاتل، چپل هیل (ایالات متحده)
  - سیدنی، ملبورن، بریزبن (استرالیا)
  - هلسینکی (فنلاند)
  - پالرمو (ایتالیا)
  - ژوهانسبورگ (آفریقای جنوبی)،
  - اکس-آن-پرووانس (فرانسه)

### جوایز و افتخارات
در سال ۲۰۱۳، انجمن برنامه‌ریزی آمریکا تحت سرپرستی فارستر، مجموعه مطالعات موردی (vignette) با عنوان «برنامه‌ریزی در مواجهه با تعارض: امکانات شگفت‌انگیز رهبری تسهیل‌کننده» را منتشر کرد که به‌عنوان مرجع آموزشی در حوزه مدیریت تعارضات شهری شناخته می‌شود.  